# Bartolomeu de Vasconcelos da Cunha
Bartolomeu de Vasconcelos da Cunha était un administrateur colonial portugais qui fut gouverneur de l'Angola de 1653 à octobre 1654 à titre intérimaire. Rodrigo de Miranda Henriques le précéda et Luís Martins de Sousa Chichorro lui succéda.